# Вальдорфська педагогіка
Ва́льдорфська педаго́гіка, також відома як Штайнерівська педагогіка, базується на освітній філософії Рудольфа Штайнера, засновника антропософії. Ця педагогіка наголошує на ролі уяви (фантазії) у навчанні, прагненні об'єднати інтелектуальний, практичний та художній розвиток учнів.
Штайнерівський поділ розвитку дитини на три основні етапи відображений у шкільному підході до навчання: в ранньому дитячому віці (період першого семиріччя) виховання зосереджене на практичних заняттях та творчій грі; у початковій освіті (період другого семиріччя) основна увага приділяється розвитку художнього вираження та соціальних можливостей; середня освіта базується на принципах розвитку критичного мислення та емпатії. Загальною метою є розвиток вільної, морально відповідальної і соціально-адаптованої людини. До 9 класу звичайно стандартних оцінок не ставиться, тестування зазвичай обмежується тих предметів і знань, які необхідні для вступу до коледжу.
Перша вальдорфська школа була заснована у 1919 році у Штутгарті, Німеччина. На сьогодні по світу працює більше тисячі незалежних Вальдорфських шкіл, біля 2,000 дитячих садочків та 646 центрів спеціальної освіти, які знаходяться у 60 країнах, тобто вальдорфський рух становить один з найбільших незалежних шкільних рухів на міжнародному рівні. Також по світу існує велика кількість публічних шкіл на базі Вальдорфської педагогіки, академій та середовищ домашньої освіти. Багато європейських вальдорфських шкіл отримують державне фінансування.

## Історія

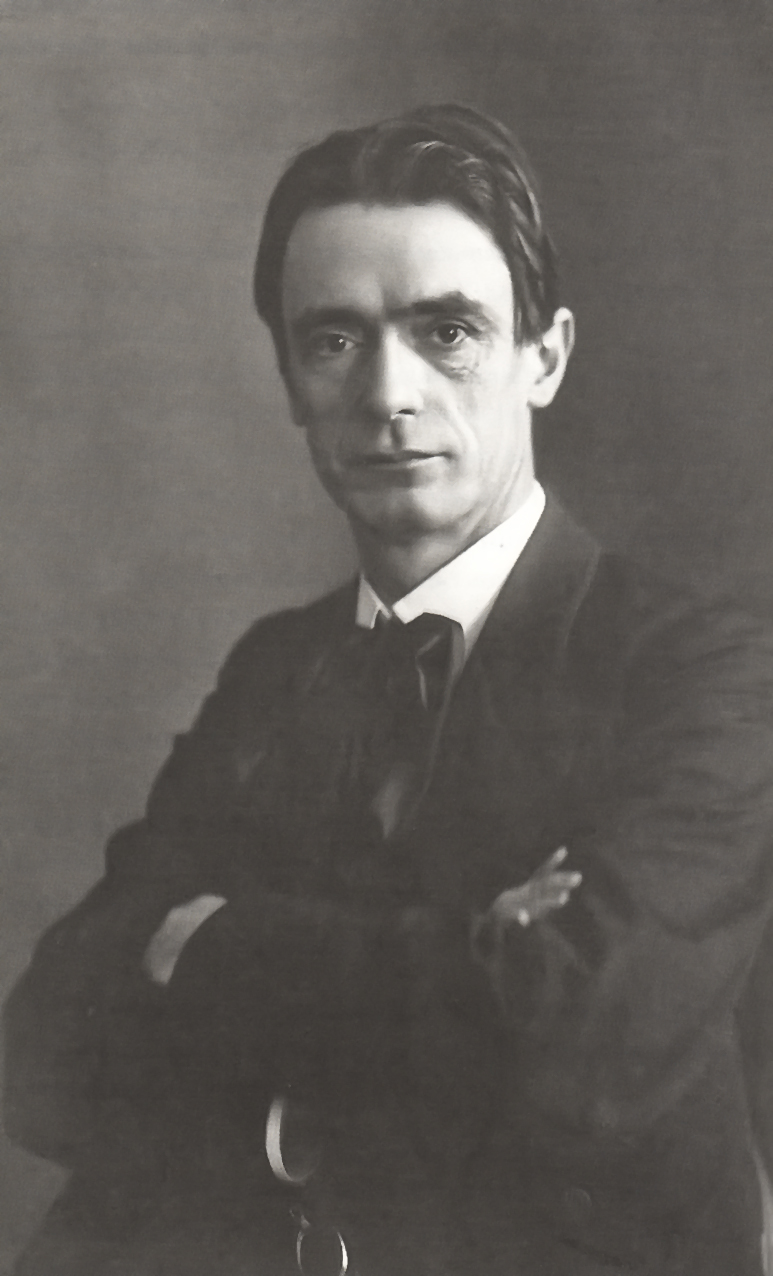
Рудольф Штайнер

Перша школа, яка базувалась на ідеях Штайнера, відкрилась у 1919 році на запит Еміля Молта, власника сигаретної фабрики Вальдорф-Асторія у Штутгарті, Німеччина, для дітей робітників фабрики. Саме за це ці школи в подальшому і отримали назву Вальдорфських. Школа у Штутгарті розросталась дуже швидко, і скоро більшість дітей, які навчались там, були вже членами сімей, не пов'язаних з фабрикою. Загальноосвітня школа була першою у Німеччині, у якій навчались діти усіх соціальних класів, обох статей, можливостей та інтересів.

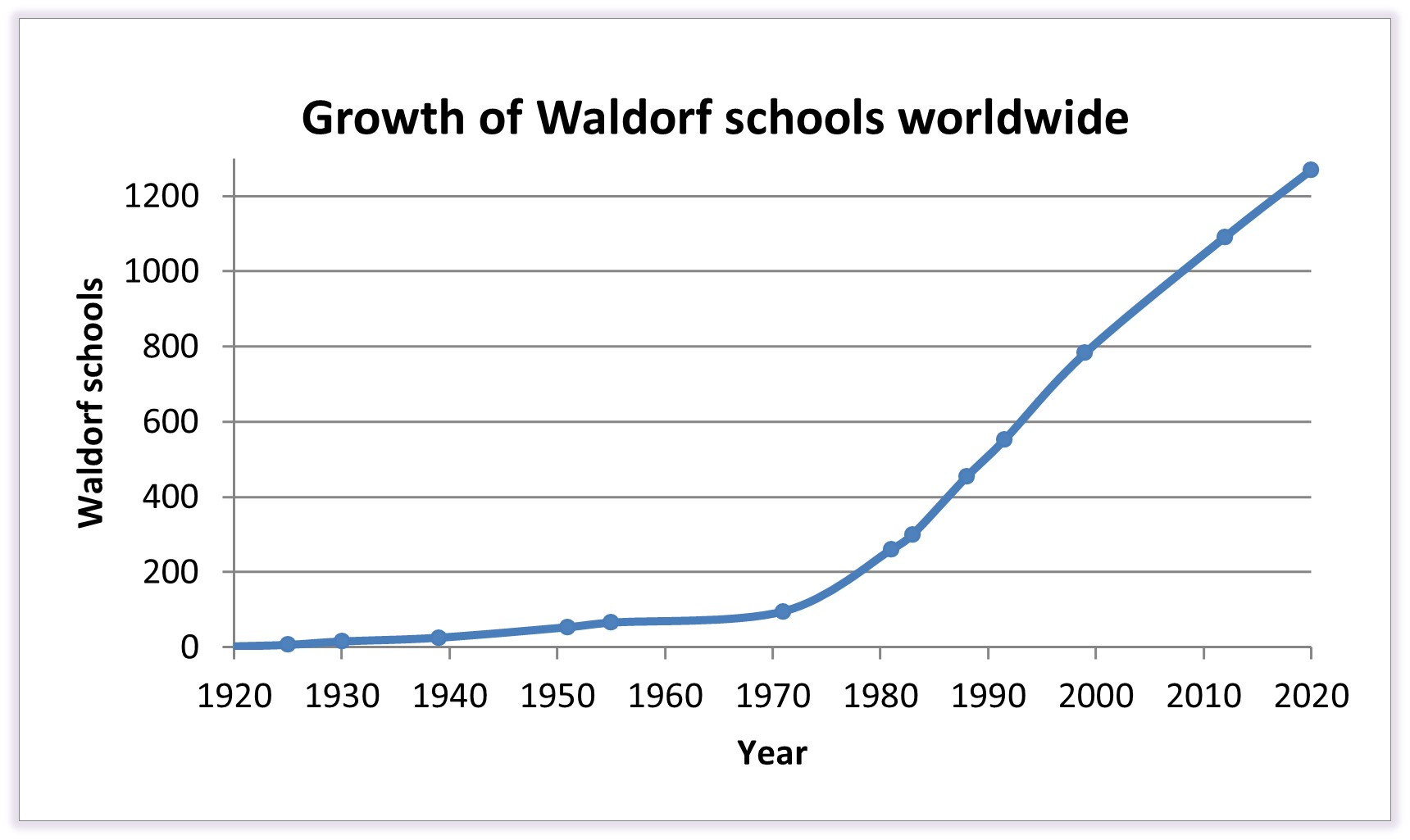

Вальдорфська освіта стала більш відомою у Великій Британії у 1922 році після лекцій Штайнера, які він виголосив на конференції в Оксфордському університеті. Перша школа в Англії, тепер Michael Hall school, була заснована у 1925 році; у 1928 році була відкрита перша школа такого типу у Нью-Йорку, США. За 30-ті роки XX століття по прикладу Штайнерівської школи було відкрито багато шкіл у Німеччині, Швейцарії, Нідерландах, Норвегії, Австрії, Угорщині, США, та Великій Британії З приходом до влади у Німеччині нацистів, більшість Вальдорфських шкіл у Європі були закриті і відновили свою роботу лише після закінчення Другої світової війни. Також на кілька років пізніше були закриті знову школи на територіях, де панував радянський режим. Це пояснювалось тим, що Вальдорфська педагогіка базується на потребах дитини радше, ніж на потребах суспільства, надмірно пацифістська, і не збігається з марксистсько-ленінськими принципами

## Пріоритети розвитку
Структура Вальдорфської освіти наслідує Штайнерівську теорію розвитку дитини, яка ділить дитинство на три періоди розвитку, та описує навчальні стратегії згідно з цими стадіями. Кожний з цих трьох періодів триває приблизно сім років.:402
Мета підходу — пробудити «фізичний, поведінковий, емоціональний, пізнавальний, соціальний, та духовний» аспекти кожної особистості, сприяти творчості так само, як аналітичному мисленню.:28 Огляд 2005 року показав, що вальдорфські школи успішно розвивають «творчі, соціальні та інші можливості, важливі для цілісного зростання людини».:39
Де та книга, де вчитель може прочитати про те, що таке навчення? Діти самі і є цією книгою. Ми не повинні вчитись викладати з будь-якої книги, крім тої, що лежить відкрита перед нами і являє собою дитину, як вона є. — Rudolf Steiner, Human Values in Education

### Дошкільна освіта та дитячий садочок: до 6/7 років
Теорія Вальдорфської педагогіки стверджує, що період першого семиріччя життя дитини найкраще навчати її, занурюючись у природне середовище та створюючи такі умови, щоб дитина, по-перше, могла отримувати практичний досвід, повторюючи приклад дорослих, і, по-друге мала можливості та час для образної гри. Загальна мета навчального плану — «наповнити дитину почуттям, що світ добрий».
Вальдорфська дошкільна освіта включає в себе регулярні повсякденні заняття, такі як вільна гра, малювання фарбами та пастельними олівцями, коло (пісні, пальчикові ігри, казки), активність на свіжому повітрі, та практичні завдання (наприклад, випічка, садівництво), з ритмічними змінами під пори року.:125 Група дитсадка має нагадувати оселю, а інструменти та іграшки зазвичай зроблені із простих, натуральних матеріалів, які дають простір для творчості.
Програма дитсадка також включає сезонні свята.
Вальдорфські дитсадочки та початкова школа, як правило, не підтримують використання телевізорів та комп'ютерів. Для цього існує цілий ряд причин: вважається, що їх використання суперечить потребам розвитку малої дитини, користувачі медіа мають тенденцію бути фізично малоактивними, і, крім того, засоби масової інформації часто мають невідповідний або небажаний вміст, який радше притуплює, а не розвиває уяву.

### Початкова освіта: від 6/7 до 14 років

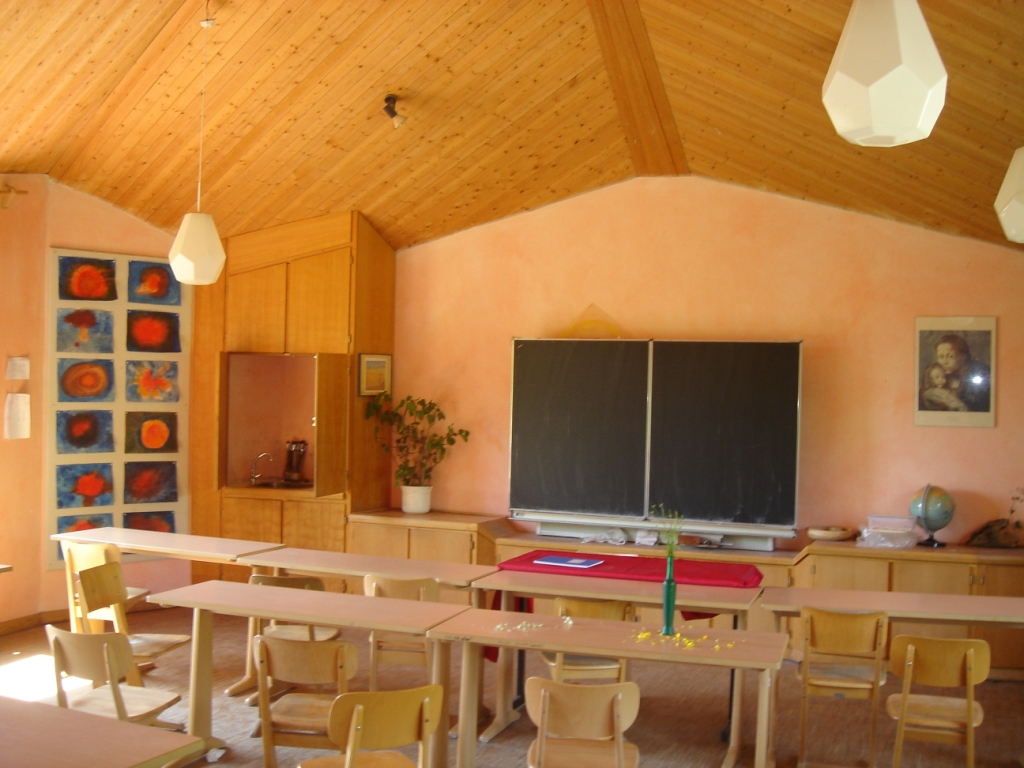
1-й Клас Вальдорфської початкової школи

Вальдорфська педагогіка стверджує, що показником готовності дитини до навчання є втрата дитячих зубів (молочних), яка в основному відбувається біля 7 років (а також інші вікові характеристики). Втрата зубів, це найпомітніший маркер великих змін, які відбуваються у цей час у дитині, в тому числі зміни темпераменту, навичок, дитина стає незалежнішою.:389 Таким чином формально навчання читання, письма, та інших академічних дисциплін не починається перед вступом дитини до початкової школи у віці близько семи років. Штайнер був впевнений, що раннє залучення маленьких дітей до абстрактної інтелектуальної діяльності, тобто, так званий, «ранній розвиток» — негативно впливає на їх зростання та розвиток.
Вальдорфська початкова школа (7–14 років) працює над розвитком дитячого емоційного життя та уяви. Для того, щоб учні могли глибше відчути предмет, академічні правила подаються через художню працю, яка включає казки та оповідання, образотворче мистецтво, драму, рух, гру на музичних інструментах, спів та ремесло. Основний навчальний план включає вивчення мов, міфологію, історію, географію, геологію, алгебру, геометрію, мінералогію, біологію, астрономію, фізику, хімію. Шкільний день починається з «Основного урока», який займає приблизно від 1,5 до 2 годин, та сфокусований на якомусь одному головному предметі епохи. Урок, як правило, починається зі вступної частини, яка може включати спів, гру на музичних інструментах, декламації вірша, рекомендованого для початку шкільного дня.
Вальдорфська початкова освіта дозволяє індивідуально змінювати темп навчання, виходячи з очікувань, що дитина зрозуміє тему або досягне майстерності, коли він або вона буде до цього готова. Співпраця має перевагу над конкуренцією. Це стосується також фізичного виховання; командні види спорту вносяться у старші класи.
У початковій школі основний вчитель викладає основні навчальні дисципліни. Центральна роль цього класного керівника — навчати власним прикладом та за допомогою історій, складених різними культурами,. Класний керівник звичайно навчає групу дітей кілька років. Традиційно вчитель залишався з класом вісім років циклу початкової школи, але останніми роками тривалість цих циклів трактується дедалі гнучкіше. Вже в першому класі спеціалізовані вчителі навчають дітей багатьох предметів, таких, як музика, ремесло, фізична культура, а також двох іноземних мов.

#### Чотири темпераменти
Штайнер вважав, що дитячий когнітивний, емоційний та поведінковий розвиток мають бути взаємопов'язаними. Згідно з його вченням, дітей у Вальдорфській школі групують не за їх академічними здібностями.:89 Замість цього Штайнер запропонував схему поділу дітей за їх темпераментами — меланхолік, сангвінік, флегматик та холерик — для педагогічного вжитку в елементарній школі. Штайнер зазначив, що викладання має різнитися відповідно до потреб цих психологічних типів. Наприклад, «холерики легко йдуть на ризик, флегматики сприймають речі спокійно, меланхоліки чутливі або інтровертні, а сангвініки приймають речі легко». Сьогодні вальдорфські вчителі можуть працювати з поняттям темпераменту, щоб диференціювати їх навчання. Місця відпочинку та заняття в класі можуть бути заплановані з урахуванням темпераментів учнів, але це часто може бути не дуже помітним для стороннього спостерігача. Наприклад, меланхолікам подобається сидіти разом, тому що вони, радше за все, не будуть набридати або турбувати один одного. Живіші темпераменти, як, наприклад, сангвініки або холерики, можуть взаємно гасити свою активність і заспокоюватись за власним бажанням. Штайнер також був впевнений, що вчитель має розуміти свій власний темперамент, і бути готовим працювати з ним позитивно у класі. Темперамент у дитини розвивається, і більшість людей має комбінацію темпераментів, а не один чистий тип.

### Середня школа: від 14 років і вище
У більшості Вальдорфських шкіл діти переходять до середньої школи, коли їм виповнюється 14 років. Середня школа надає вчителя-«предметника» на кожну навчальну дисципліну. Освіта більше спрямована на академічні дисципліни, хоча школярі й далі займаються малюванням, музикою та ремеслами. Структура навчального плану побудована з метою розвитку інтелекту учнів, незалежного мислення та етичних ідеалів, таких, наприклад, як соціальна відповідальність.
На третій стадії розвитку (з 14 років), за Вальдорфською програмою, діти мають навчатися за шляхом розвитку власного мислення та судження. Нові теми спочатку подаються у вигляді практичних дослідів (напр. хімія, фізика), рефератів та самостійної роботи; всі отримані результати записуються та обговорюються. Студенти мають зрозуміти абстрактний матеріал, очікується, що вони мають достатню базу та зрілість, щоб зробити власні висновки зі своїх суджень. Мета третього етапу полягає у наповненні дітей переконанням, що «світ — істинний».
Основна мета — надання молодим людям основи для розвитку вільної, незалежної та творчої особистості. Наразі не було публікацій про незалежні дослідження, чи досягає Вальдорфська школа цієї мети.

## Теорія та практика навчання
У підвалинах вальдорфської педагогіки лежать філософські основи антропософії, які мають на меті забезпечити освіту, що дозволяє дітям стати вільними людьми, допомогти їм втілити в цьому житті власну «духовну ідентичність» з попереднього духовного буття, як істоти тіла, душі та духу. Освітній дослідник Мартін Ешлі вважає, що досягнення такої мети буде проблематичним для нерелігійних вчителів та батьків у державних школах, як і прагнення до духовного розвитку дитини, є проблематичними для світської (нерелігійної) освіти.
Хоча антропософія покладена в основу педагогічного підходу та організаційної структури Вальдорфської школи, як предмету її не існує у навчальному плані, а дослідження показують, що у Вальдорфських школах бракує обізнаності про це. У Вальдорфській спільноті може виникнути суперечність між початковими намірами Штайнера, що іноді є важливим якорем у примхливих освітніх течіях, та відкритістю до нових освітніх напрямів, як, наприклад, нові технології, чи методи звітності та оцінювання.

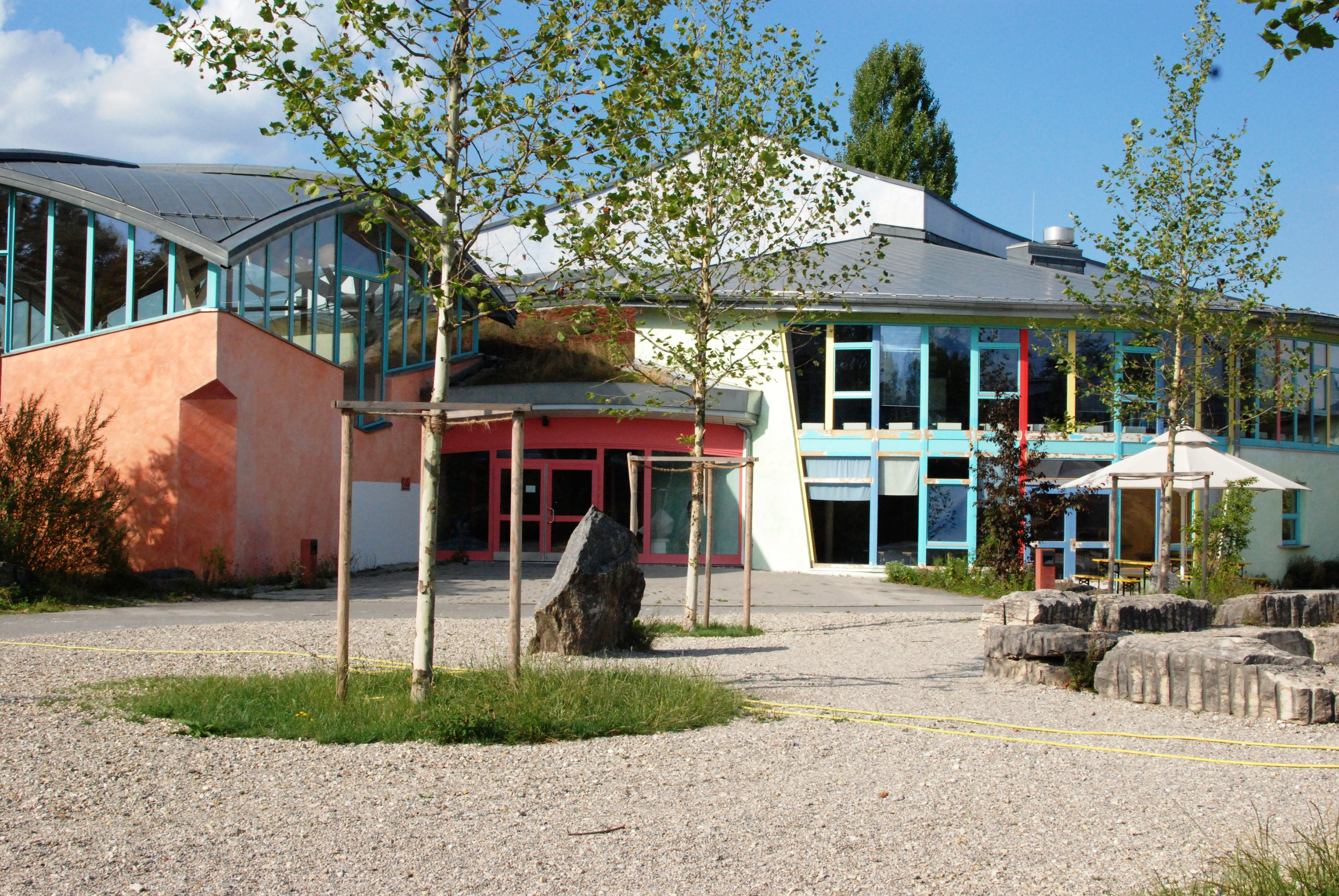
Вальдорфська школа у Баварії

Будівлі Вальдорфських шкіл часто мають яскраву архітектуру з використанням, для створення менш заорганізованого техногенного простору, різно-рівневих, побудованих під різними кутами, стін. Вони можуть бути пофарбовані прозорими кольорами, з використанням техніки лазурі, та включеннями текстур.

### Оцінки
Школи оцінюють студентів, здебільшого, за допомогою звітів про індивідуальний навчальний прогрес та розвиток особистості. Акцент робиться на характеристиці якісним описом. Стандартизовані тести проводяться рідко, за винятком екзаменів у старших класах, необхідних для вступу у вищі навчальні заклади. Оцінки за письмові роботи, як правило, не ставляться аж до переходу до старшої школи у 14-15 років (в українських школах це зазвичай 9 клас середньої школи), оскільки освітній акцент робиться на цілісному розвитку дітей, а не лише на їх академічному прогресі.

### Навчальний план
Хоча Вальдорфські школи — автономні інституції, які не потребують виконання загальної навчальної програми (за винятком тої, що вимагається місцевими органами влади), існують загальноприйняті принципи для вальдорфського навчального плану за підтримки загальних принципів шкіл. Школи пропонують змістовний навчальний план, який «керується тісним спостереженням за тим, який саме контент мотивує дітей різного віку» і включає, наприклад, національні навчальні програми.
Головний академічний предмет викладається на двохгодинному «головному» уроці протягом кількох тижнів. Ці блоки уроків, так звані «епохи», інтегровані в кожний навчальний рівень і захоплюють багато інших заходів у класі. Наприклад, якщо головна епоха — геометрія, то тема, яка розглядається на головному уроці, може бути також темою уроку малювання, або ліплення з глини. Ці самі предмети можуть бути переглянуті на кожному навчальному рівні з ускладненням, в міру розвитку школярів, їх вміння, міркування та самоусвідомлення. Ця система була описана як спіральний навчальний план.
Багато предметів і навичок, які не є основними для загальноосвітніх шкіл, такі як мистецтво, музика, садівництво та міфологія, є основними для Вальдорфської освіти. Школярів навчають різноманітних витончених і ужиткових мистецтв. Діти у початковій школі малюють, ліплять, плетуть на дротах, в'яжуть гачком. Учні старшої школи отримують такі навички, як вишивка та шиття, різьблення дерева та каменю, ліплення з глини, ковальська справа з міддю, брошурування книг та блокнотів, пошиття ляльок та іграшкових тварин. Для прикладу, у загальний навчальний план залучається пошиття іграшкової тварини на уроках ручної праці, зазвичай паралельно з уроками зоології, де розглядаються ссавці. Дитина обирає тварину, яку б хотіла вшити, описує її характер та звички у рефераті, а з допомогою вчителя будує викрійку, яка повторює реальну будову тіла тварини. Найчастіше наприкінці тіло іграшки розфарбовується у реальні кольори тварини. Уроки образотворчого мистецтва містять креслення форм, ескіз, скульптуру, перспективний малюнок та інші методи.
Уроки музики вже у ранньому дитинстві починаються зі співу, а хоровий спів залишається важливою складовою навчання у старшій школі. У молодших класах діти вчаться грати на пентатонічній флейті, або лірі. Після 9 років — на діатонічних флейтах та оркестрових інструментах.
У Вальдорфських школах є унікальні, характерні тільки для них, предмети. Найголовнішим серед них є евритмія — мистецтво руху, яке супроводжується ритмічною промовою, віршами або музикою, включає елементи драми та танцю, та призначеній розвивати «почуття гармонії та єдності» особистості та класу. Не зважаючи на інший навчальний контекст, приготування їжі сільське господарство, давно вже внесені у Вальдорфський навчальний план. Інші відмінності це: неконкурентні та вільні ігри в молодшій школі замість легкої атлетики; вивчення двох іноземних мов з першого класу початкової школи; і експериментально-феноменологічний підхід до науки, згідно з яким школярі спостерігають і зображують наукові концепції власними словами та малюнками, а не беруть готові ідеї з підручників.

#### Наука
Вальдорфські школи використовують феноменологічний підхід до викладання наук, тобто навчання за допомогою дослідження, яке спрямоване на «зміцнення інтересу та здатності до спостереження». Мета цього підходу — виховання почуття «людини, як єдиного цілого з природою» під час здобування точних наукових знань. Емпіричні дослідження, включаючи PISA, показали, що Вальдорфські учні, ставши студентами, краще вмотивовані вивчати науку та досягають кращого розуміння науки, в порівнянні з студентами, які закінчили державні школи.
Згідно з одним із досліджень навчальної програми, були порівняні група американських вальдорфських школярів з школярами із публічних шкіл по трьом тестам. Два тести вимірювали вербальне та невербальне логічне мислення, а третій — міжнародний тест TIMMS (тести, які збирають дані про успішність студентів у різних галузях математики та науки (алгебра, геометрія, біологія, хімія тощо)). Дослідники дійшли висновку, що по цим тестам студенти з Вальдорфських шкіл набрали більше балів в порівнянні з учнями державної школи. Автори дослідження відзначили ентузіазм у науках у Вальдорфських учнів, але оцінили навчальний план як «старомодний та застарілий, а також такий, що містить сумнівні наукові матеріали». Освітні дослідники Філліп та Гленіс Вудс, які рецензували це дослідження, критикували підхід авторів до «нерозв'язаного конфлікту»: що начебто неточна наука призводить до явного кращого наукового розуміння.
У 2008 році Стокгольмський університет припинив свій курс підвищення кваліфікації Вальдорфських вчителів. Університет пояснював це тим, що «курси не містять достатньої теорії предметів, і більша частина дисциплін, які входить до складу курсу, не ґрунтується на будь-якій науковій базі». Декан Стефан Нордлунд заявив, що «навчальна програма містить літературу, яка містить забагато міфів і замало фактів».

#### Інформаційні технології

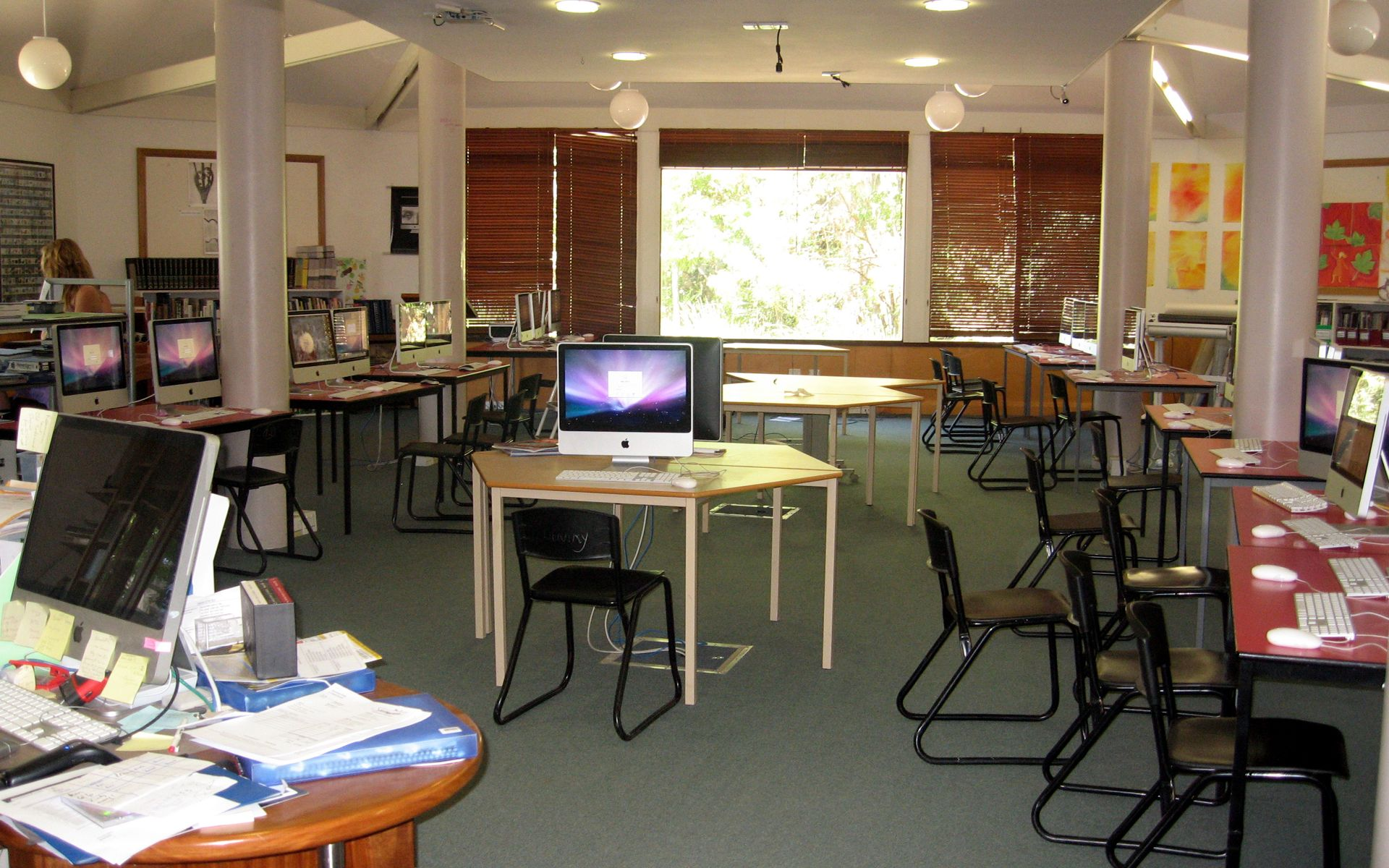
Медіа-центр в Австралійській Штайнерівській школі

Оскільки Вальдорфська освіта вважає соціальну взаємодію найважливішою основою для навчання та розвитку дітей молодшого віку, комп'ютерні технології починають використовуватися у середній школі, після того як діти освоїли «фундаментальні способи отримання інформації та навчання, наприклад, практичні експерименти та книги».
У Великій Британії вальдорфські школи отримали від Міністерства освіти звільнення від вимоги вивчати Інформаційні технології у віці 3-5 років. Дослідники освіти Джон Сірай-Блатчеффорд та Девід Уайтбрейд похвалили це рішення, підкреслюючи, що основний акцент Вальдорфської освіти на природних матеріалах та вихованні уяви.
Вальдорфські школи користуються великою популярністю серед батьків, які працюють у секторі інформаційних технологій, включаючи працівників деяких найсучасніших IT-фірм. У одній з шкіл Силіконової долини «три чверті учнів мають батьків із сектора високих технологій». Велика кількість батьків, працюючих у цій області, висловили переконання, що учні молодшого віку не потребують впливу комп'ютерів та технологій, зате більшу користь отримають від розвитку творчості.

### Духовність
Вальдорфська освіта націлена на освіту дітей у широкому колі релігійних традицій без надання переваги жодній з них. Однією з головних цілей Штайнера було влаштування духовного, неконфесійного середовища для дітей з усіх прошарків суспільства.:79 Дійсно, для Штайнера освіта була діяльністю, яка сприяє зв'язку людини з божественним і, таким чином, є релігійною.:1422,1430
Вальдорфські школи історично були базовані на Християнстві, але оскільки вони поширюються у інших культурних умовах, то адаптуються і до інших традицій. Прикладом такої адаптації можуть бути Вальдорфські школи у Японії, які відзначають свята, властиві цим культурам, та класи Вальдорфської школи у Мілвокі, які адаптовані до Афроамериканських та Індіанських звичаїв.
Релігійні класи, які відсутні у Вальдорфських школах Америки, є обов'язковими в деяких Німецьких федеральних землях, тому тут кожна конфесія надає свого вчителя для класу, а також є нерелігійний клас. У Великій Британії публічні Вальдорфські школи не є релігійними.
Том Стеглік відносить Вальдорфську освіту до гуманістичних традицій, та протиставляє її філософськи обґрунтований підхід до «нейтральних» цінностей державних систем навчання.

## Соціальна взаємодія
Думки Штайнера про те, що усі люди мають духовну серцевину, підштовхнули соціальну місію Вальдорфської школи. Школи завжди були відчинені для дітей усіх соціальних прошарків. Вони були побудовані від початку як загальноосвітні 12-річні школи, під керуванням своїх власних вчителів, а не держави або інших керуючих органів, з усіма радикальними принципами, які вперше сформулював Штайнер.
Основною ціллю Вальдорфських шкіл залишається розвиток відчуття соціальної відповідальності в учнів. Дослідження показують, що вони досягли у цьому успіху. Встановлено, що Вальдорфські учні більш зацікавлені в соціальних та етичних питаннях та мають більш позитивні настрої, ніж учні загальноосвітніх шкіл, та демонструють активну позицію та впевненість у собі, а також відчуття здатності творити власне майбутнє.
Звіти з невеликих досліджень свідчать про те, що у вальдорфських школах спостерігається нижчий рівень переслідування та залякування,:29 та про те, що студенти Вальдорфських шкіл Європи мають вкрай низькі показники ксенофобії та гендерних стереотипів, ніж студенти будь-якого іншого типу шкіл. Бетті Рейрдон, професорка та дослідниця миру, дає вальдорфські школи як приклад шкіл, які слідують філософії, заснованої на мирі та толерантності.
Багато приватних вальдорфських шкіл переживають напругу між цими соціальними цілями та тим, що плата за навчання є бар'єром для доступу до освіти менш багатими сім'ями. Школи намагалися покращити доступ для більш широкого кола соціальних груп, стягуючи нижчі збори, ніж інші незалежні школи, або шукаючи підтримку держави.

### Міжкультурні зв'язки
Вальдорфські школи об'єднували поляризовані громади в різних умовах.
- Під режимом апартеїду у Південній Африці Вальдорфська школа була одною з небагатьох шкіл, у якій діти обох рас відвідували одні й ті самі класи. Вальдорфський виховний коледж у Кейптауні, Novalis Institute, був вказаний під час «Року толерантності» ЮНЕСКО організацією, яка працює над примиренням у Південній Африці.[78][79]
- Перша вальдорфська школа в Західній Африці була заснована в Сьєрра-Леоне, щоб виховувати хлопців та дівчат, сиріт громадянської війни.[80] Школа побудована місцевою громадою, разом із студентами.[81]
- У Ізраїлі Вальдорфська школа Хардуф Кибуц має як єврейський, так і арабський факультети, та широко контактує з навколишніми арабськими спільнотами.[82] Також вона відкрила курси навчання Вальдорфських вчителів арабською мовою.[83]
- У Бразилії, Вальдорфський вчитель Уте Кремер заснував Associação Comunitária Monte Azul, громадську організацію, яка займається доглядом за дітьми, професійною підготовкою та роботою, соціальними послугами, включаючи охорону здоров'я, та Вальдорфською освітою більше ніж 1000 жителів бідних районів Сан-Паулу.
- У Непалі, Вальдорфська школа Таші на околицях Катманду навчає найбільш незахищених дітей з різних прошарків суспільства.[84] Вона була заснована у 1999 році. Крім того, на південному заході долини Катманду фундація надає бідним та інвалідам можливість працювати на біодинамічних фермах та навчає їх дітей у Вальдорфській школі.[85]

Вальдорфська школа також пов'язана з ЮНЕСКО. У 2008 році 24 вальдорфських шкіл у 15 країнах були членами UNESCO Associated Schools Project Network. The Friends of Waldorf Education — це організація, яка підтримує та фінансує Вальдорфський рух по всьому світу, особливо у несприятливих умовах.

## Власна концепція методики
На думку прибічників, вальдорфська методика створює передумову для всебічного і гармонійного розвитку особистості, збереження і розвитку прихованих здібностей дитини, розкриття її неповторного індивідууму. Разом з тим, переслідується завдання виховання дитини як соціальної особи, готової до співпраці з іншими людьми, яка вміє знайти своє місце в суспільстві, відчуває взаємозв'язок з природним життєвим середовищем. В основі вальдорфської педагогіки покладено християнські релігійні цінності. Навчання у школах проводиться відповідно до спеціально розроблених планів, що складені із врахуванням спеціальних ритмів. Поділ людини на різні компоненти та поділ природи на періоди був розроблений Рудольфом Штайнером. Більшість пояснень Штайнером природи цих понять базується на езотериці та астрології.
В 2017 методом вальдорфської педагогіки користуються близько 1092 освітніх закладів у 64-ти країнах світу, більшість — у Німеччині. З 1919 року вони розвиваються у Європі, Америці, Африці, Австралії, Азії, пострадянських країнах.